# Alfred Delvau
Alfred Delvau, född 1825 i Paris, död där den 3 maj 1867, var en fransk skriftställare.
Delvau författade en del skildringar från Paris av litteratur- och kulturhistoriskt intresse, bland annat Henry Murger et la Bohème (1866), samt vittra, historiska och språkliga arbeten.